# Czarna odmiana człowieka

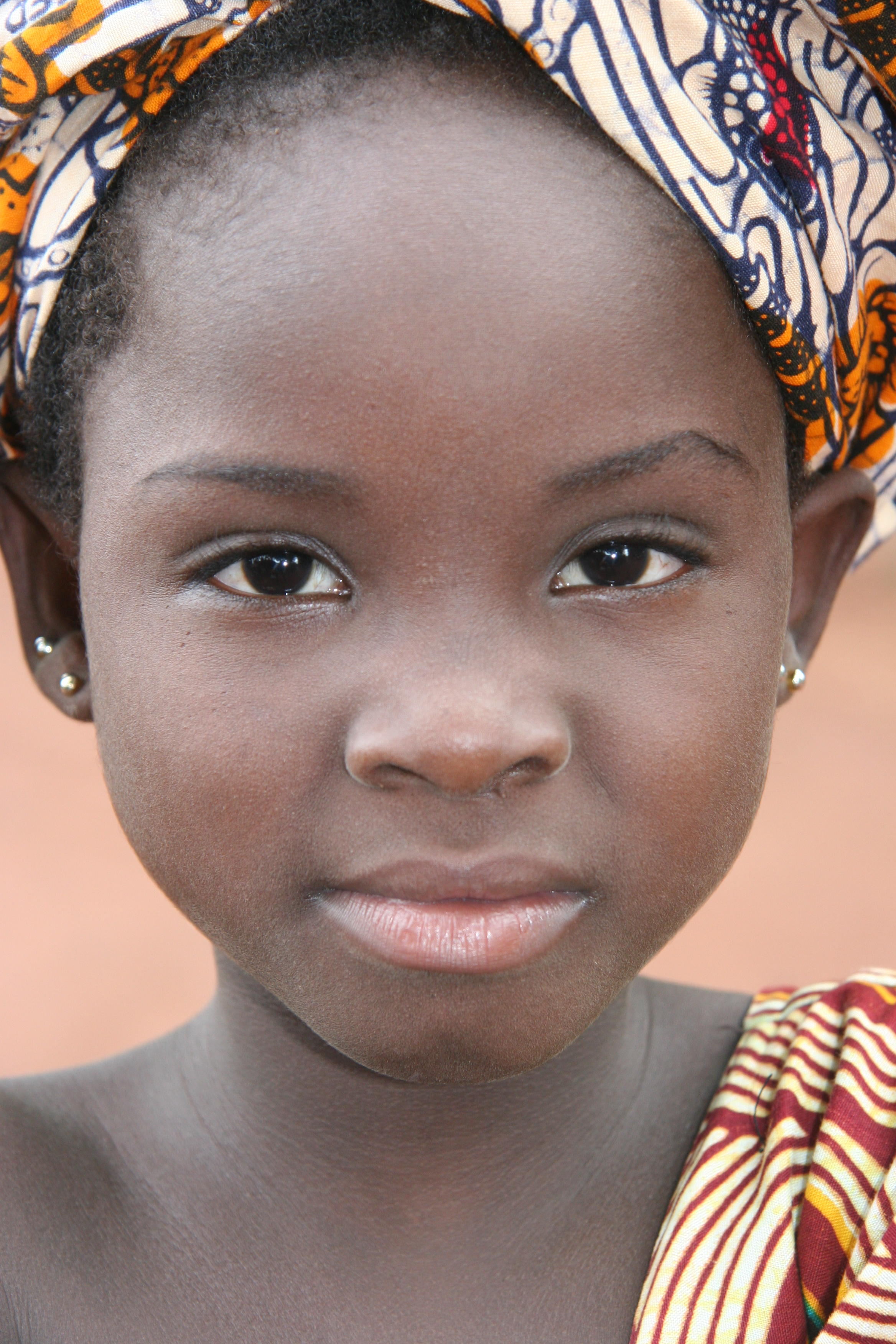
Dziewczynka z ludu Bozo, przedstawicielka czarnej odmiany człowieka

Czarna odmiana człowieka (negroidzi) – jedna z odmian wydzielanych w podziałach antropologicznych gatunku ludzkiego. Po raz pierwszy podziału na odmiany, w którym kryterium był kolor skóry, dokonał Georges Cuvier w roku 1812. Podział na trzy odmiany, nazywane także rasami głównymi, nie pozwala na przydzielenie kategorii wielu formom ludzkim takim jak Buszmeni, Polinezyjczycy, Aborygeni Australii, Ajnosi, Drawidzi.

## Charakterystyka
Charakterystyczne cechy odmian ludzkich uznaje się za przystosowanie do klimatu, w jakim żyją naturalnie jej przedstawiciele. Odmiana czarna przystosowana jest do klimatu tropikalnego, o wysokich temperaturach i nasłonecznieniu. Do typowych cech tej odmiany zaliczono szeroką, krótką, wypukłą klatkę piersiową, szerokie ramiona, wąską miednicę, krótkie drogi oddechowe, szeroki nos, grube wargi, silnie skręcone włosy, skąpe owłosienie powłok ciała, krótki tułów, długie nogi, dużą powierzchnię wymiany ciepła ze środowiskiem, liczne gruczoły potowe pozwalające utrzymać właściwą temperaturę ciała w tropikach. Nie są to wszystkie przypisywane przez antropologów cechy fizyczne i fizjologiczne.

## Klasyfikacje w obrębie odmiany czarnej

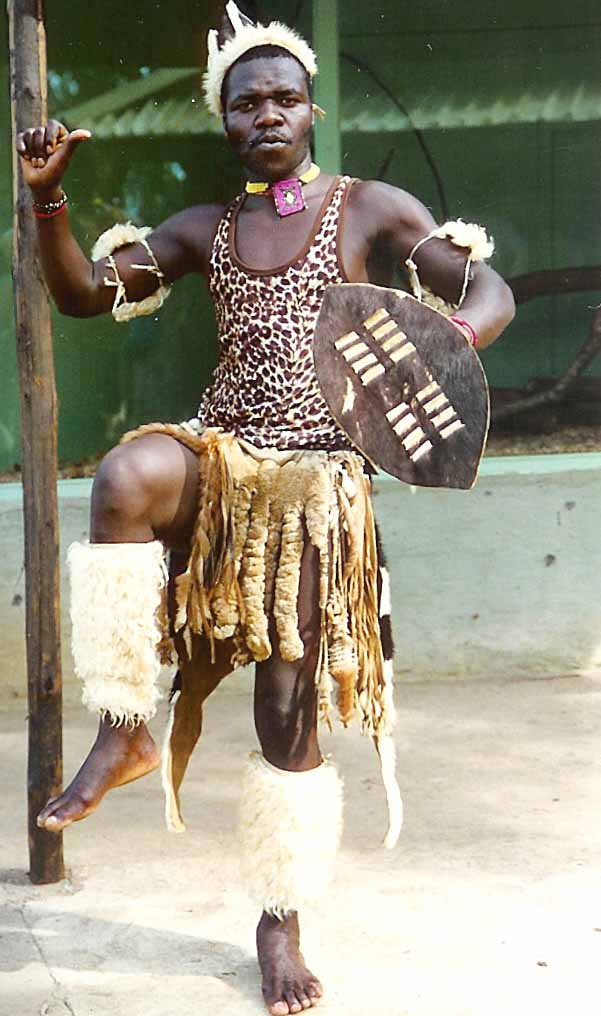
Zulus w stroju wojennym

### Klasyfikacja Cuviera
Klasyfikacja zaproponowana przez Cuviera została wykorzystana przez kolejnych naukowców. W roku 1947 E.A. Hooton zaproponował podział ludzkości na trzy odmiany, które podzielił dalej na podrasy zasadnicze, podrasy złożone i typy mieszańców. Do pierwotnych ras odmiany czarnej Hooton zaliczył:
- Murzynów afrykańskich (Murzyni leśni)
- Murzynów nilotyckich
- Negrytów (Pigmeje)

### Klasyfikacja z dużą komponentą odmiany czarnej
Ten sam autor wyróżnił także rasy z dużą komponentą odmiany czarnej:
- Australijska:
  - Typu Murian
  - Typu Carpenterian

- Tasmańska
- Melanezyjsko-papuaska:
  - Typu papuaskiego
  - Typu melanezyjskiego

- Polinezyjska
- Buszmeńsko-hotentocka:
  - Typu buszmeńskiego
  - Typu hotentockiego

### Pozostałe klasyfikacje
Klasyfikacja z wyróżnieniem trzech podstawowych odmian została stworzona również w ramach polskiej szkoły antropologicznej przez J. Czekanowskiego. Klasyfikacja ta została skrytykowana przez antropologów będących zwolennikami populacyjnej koncepcji rozumienia rasy.
W tradycyjnym podziale antropologicznym do czarnej odmiany zalicza się również obok afrykańskiej drugą grupę ludów, tubylców Melanezji i Australii oraz niektóre nieliczne plemiona płd.-wsch. Azji (Andamanie, Weddowie, Semangowie). Ludy tej grupy różnią się od grupy afrykańskiej kształtem włosów, silniejszym zarostem, czasami wydatniejszymi łukami nadoczodołowymi, a także częstością występowania niektórych grup krwi.